# Ueru-Mata
Ueru-Mata (Werumata) ist ein osttimoresischer Suco im Verwaltungsamt Laga (Gemeinde Baucau).

## Geographie
Ueru-Mata befindet sich im Nordosten des Verwaltungsamtes Laga. Im Westen grenzt es an den Suco Samalari und im Süden und Osten an den Suco Saelari. Nördlich liegt die Straße von Wetar. An der Küste befindet sich das Dorf Binagua. Es ist die einzige Siedlung des Sucos. Das Hinterland ist nicht besiedelt. Hier mündet der Fluss Binagua ins Meer. Die nördliche Küstenstraße, eine der wichtigsten Verkehrswege des Landes, führt durch den Ort. Dem Suco ist mit Ueru-Mata nur eine Aldeia untergeordnet.
Im Dorf Binagua gibt es eine Kapelle, eine Grundschule und einen Friedhof.

## Einwohner
2015 lebten in der Aldeia Ueru-Mata nur 17 Menschen. Seitdem wurden die Grenzen der Aldeias verändert und der Ort Binagua besteht aus einer Reihe von Häusern.

## Geschichte
Nahe Binagua wurde im Ort Waitala (Uaitala) in der portugiesischen Kolonialzeit in einer Brennerei der Schnaps Aguardente Catuas hergestellt. Das Dorf gibt es inzwischen nicht mehr.
Bis zur Gebietsreform 2015 gehörte Ueru-Mata noch zum Suco Nunira. Dann wurde das Gebiet Teil des Sucos Samalari. Am 1. Oktober 2023 wurde die Aldeia von Samalari abgetrennt und zum eigenständigen Suco.

## Politik
Bei den Kommunalwahlen in Osttimor 2023 wurde Sabino Martins zum Chefe de Aldeia von Ueru-Mata gewählt.

## Wirtschaft
Neben Landwirtschaft hat der Suco Potential für Fischerei und Tourismus.